# Rodeiro (kommunhuvudort)
Rodeiro är en kommunhuvudort i Spanien.   Den ligger i provinsen Provincia de Pontevedra och regionen Galicien, i den nordvästra delen av landet, 400 km nordväst om huvudstaden Madrid. Rodeiro ligger 656 meter över havet och antalet invånare är 3 376.
Terrängen runt Rodeiro är kuperad åt sydost, men åt nordväst är den platt.Runt Rodeiro är det ganska glesbefolkat, med 26 invånare per kvadratkilometer. Närmaste större samhälle är Lalín, 12,9 km väster om Rodeiro. Omgivningarna runt Rodeiro är en mosaik av jordbruksmark och naturlig växtlighet.